# Альтштайрер
Альтштайрер (нем. Altsteirer — «старая штирийская») — порода кур мясо-яичной продуктивности. Происходит из региона Штирия в Австрии и Словении.
Штирийских кур издавна разводили для получения каплунов. В середине XIX века местных кур скрещивали с другими породами, в частности, с падуанами, чтобы улучшить мясные характеристики птицы. В разведении участвовали и куры азиатских пород — брама, кохинхин, лангшан, оказавшие на породу серьёзное влияние, так что впоследствии потребовались мероприятия по восстановлению изначального типа птицы. Основная популяция этих кур впоследствии получила название сульмталер. В 1880-х была выделена более легкая разновидность и начато чистопородное разведение альтштайреров.
Альтштейреры — выносливые и сильные птицы деревенского типа, быстро созревающие. Корпус сильный, объёмной грудью и округлой линией живота. Соотношение длины, глубины и ширины туловища составляет 8:5:3. Спина практически горизонтальная, широкая. Голова маленькая, глаза круглые, выпуклые, Гребень небольшой, у петуха вертикальный, с небольшими зубцами; у курицы сложен в виде банта. Мочки ушей овальные. Серёжки короткие, у обоих полов имеется небольшой, но явно видимый хохол. Оперение шеи пышное. Хвост с широким основанием, поставлен под углом 45 °, хорошо распушённый, довольно длинный; у петуха главные перья серповидные, второстепенные косицы густые. Стандартные окрасы дикий коричневый и белый, при этом оперение белых кур плотнее и гуще, чем у коричневых.
Масса петухов 2,5-3 кг, куриц 2-2,25 кг, белые куры немного крупнее. Мясо нежное, с белой кожей. Яйценоскость от 150 (куры дикого коричневого окраса) до 180 (белые куры) яиц в год. Масса яйца 55 г (у белых кур 60 г), скорлупа белая или цвета слоновой кости..
Куры подходят для экстенсивного содержания и нуждаются в просторном выгуле.
Карликовый альтштайрер выведен в 1950-х годах скрещиванием с ржаво-куропатчатым карликовым вельзумером. В дальнейшем потомство скрещивалось с немецкими карликовыми курами дикого и золотистогривого окрасов. Порода включена в стандарт в 1961 году. В 1987 году выведена белая разновидность. Внешне карликовый альтштайрер подобен большому. Масса петуха 0,9 кг, курицы 0,8 кг. Масса яйца 35 г.